# MP34
El MP34 (Maschinepistole 34), también llamado Steyr-Solothurn S1-100, fue un subfusil producido por la Waffenfabrik Steyr (Fábrica de armas Steyr, en alemán) y empleado por la policía y el ejército austriaco, y posteriormente por algunas unidades de la Wehrmacht y de las Waffen-SS, durante la Segunda Guerra Mundial. Fue un arma de muy buena calidad, que fue empleada por algunas fuerzas armadas hasta bien entrada la década de 1970.

## Historia
El MP34 estaba basado en el diseño de 1919 del subfusil MP.19, un prototipo desarrollado por Louis Stange en la fábrica Rheinmetall de Düsseldorf. Esta arma tenía un diseño similar al Bergmann-Schmeisser MP18 /I, que entró en servicio a finales de la Primera Guerra Mundial.
Las restricciones del Tratado de Versalles sobre la fabricación de ciertas armas, prohibieron a Alemania el desarrollo y fabricación de armas ligeras automáticas (como subfusiles con cañones de más de 4 pulgadas y cargadores con una capacidad mayor a 8 cartuchos). Para eludir el dicho tratado, Rheinmetall compró en 1929 la pequeña empresa suiza Waffenfabrik Solothurn, cuyo cometido sería finalizar pequeñas armas que eran desarrolladas en secreto por Rheinmetall en Alemania. Una de estas armas sería una versión modernizada del citado MP.19, designado por la compañía como S1-100. Debido a que la empresa Solothurn no tenía capacidad para la producción en masa, la Rheinmetall decidió trasladar la producción a la empresa austriaca Waffenfabrik Steyr. Las armas fabricadas por la Steyr eran vendidas al mercado civil y militar a través de la empresa Steyr-Solothurn Waffen AG, con sede en Zúrich.
El MP34 era fabricado con los mejores materiales disponibles y tenía un acabado de alta calidad. Estaba tan bien fabricado, que frecuentemente ha sido apodado "el Rolls-Royce de los subfusiles". Sin embargo, esto hacía que su costo de producción fuese sumamente alto.

## Características
El MP34 era un subfusil con fuego selectivo (semiautomático o automático), accionado por retroceso de masas y disparando a cerrojo abierto. El muelle recuperador estaba situado dentro de la culata de madera e iba unido al cerrojo mediante un largo émbolo, conectado en la parte trasera de este. El fácil acceso al cerrojo y al mecanismo del gatillo se hacía mediante una cubierta abisagrada que se abría hacia arriba y adelante al apretar dos retenes. Esto hacía que la limpieza del arma sea sumamente sencilla. 
Al lado izquierdo del guardamano se halla un selector deslizante de fuego (marcado con las letras "T" y "S"). Los lotes de producción inicial del subfusil tenían un seguro Schmeisser (Hugo Schmeisser) para el cerrojo (similar al del MP40), que era un corte en forma de gancho para encajar la manilla del cerrojo una vez que este ha sido amartillado (que era notablemente poco fiable). Los modelos posteriores incluyen un seguro manual sobre la cubierta del cajón de mecanismos, situado delante del alza. Este seguro bloquea el arma tanto con el cerrojo amartillado como cerrado.  
El MP34 era alimentado mediante cargadores rectos de 20 o 32 cartuchos desde el lado izquierdo, con el brocal ligeramente inclinado hacia adelante para mejorar la alimentación y evitar bloqueos. Además, el brocal tenía un mecanismo para llenar cargadores. Un cargador vacío era insertado y fijado, mientras que desde arriba se insertaban cartuchos mediante peines de 8 cartuchos cada uno. 

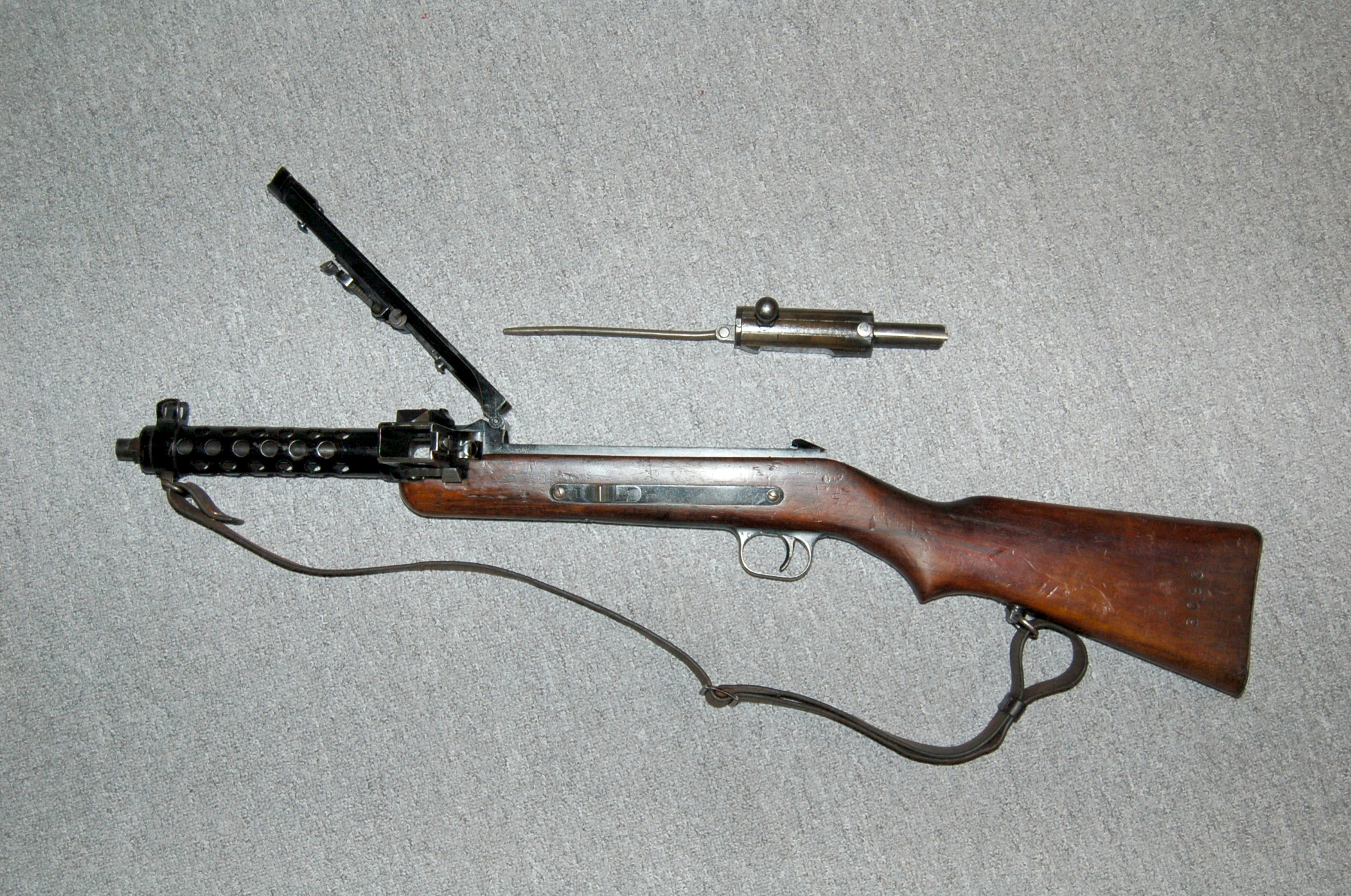
Un MP34 parcialmente desarmado.

Todos los MP34 iban equipados con una culata y guardamano de madera. El cañón iba rodeado por una camisa de enfriamiento perforada y tenía un riel para bayoneta en su lado derecho. El punto de mira iba protegido por una cubierta y el alza tenía marcados alcances que iban de 100 a 500 metros. El subfusil podía equiparse con un bípode desmontable para poder disparar con mayor estabilidad. 

## Historial

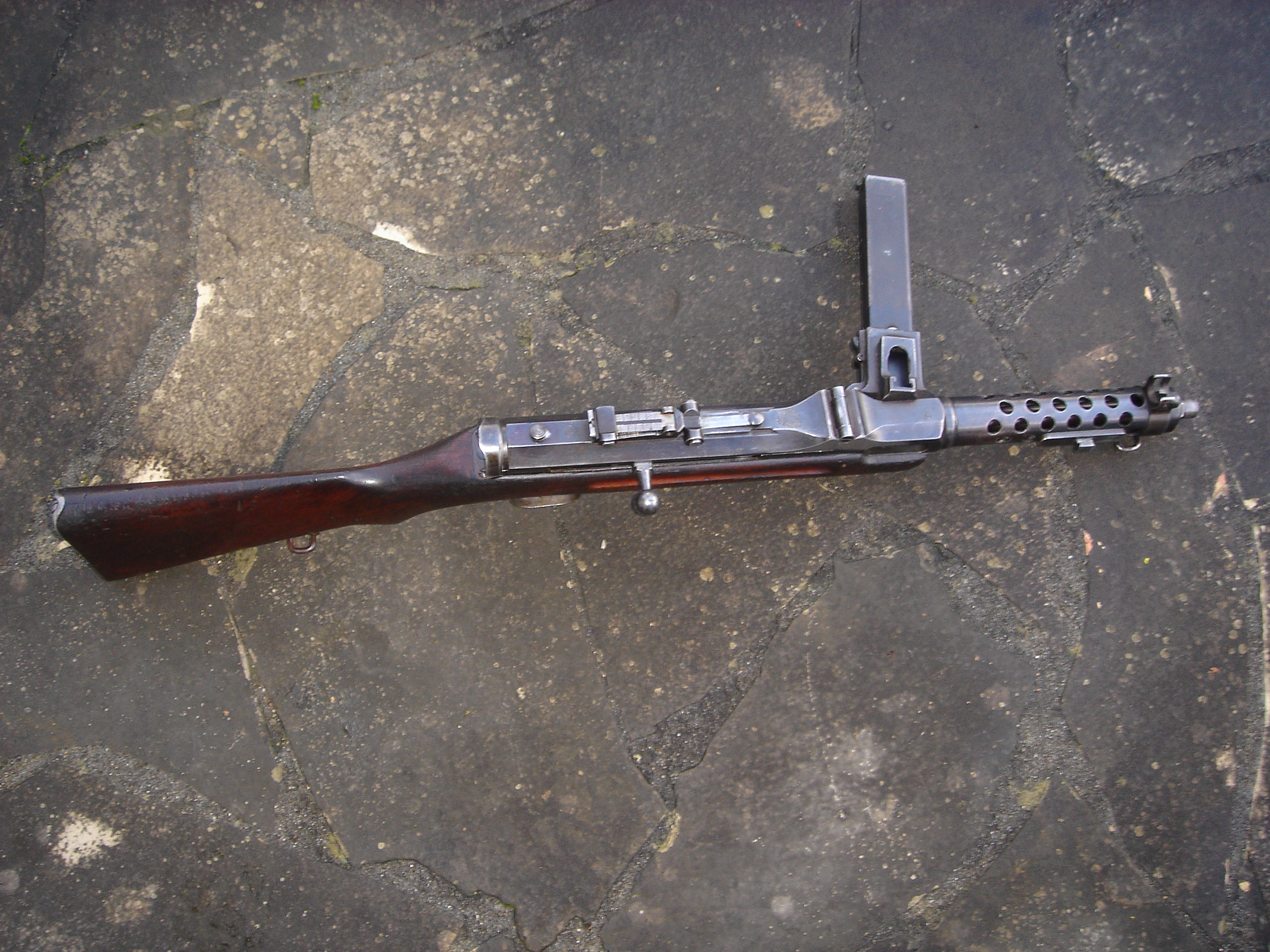
Subfusil MP34

En 1930, la policía austriaca adopta el S1-100 como Steyr MP.30, calibrado para los cartuchos austriacos de pistola estándar de aquel entonces (9 x 23 Steyr). Este subfusil también fue exportado a Chile, Bolivia, El Salvador, Paraguay, Uruguay y Venezuela, además de ser vendido en cantidades limitadas a China calibrado para el cartucho 7,63 x 25 Mauser. Para el mercado sudamericano, Steyr produjo una versión del S1-100 en .45 ACP. Esta variante puede identificarse por el pistolete adicional bajo el guardamano.
El ejército austriaco adoptó el Steyr-Solothurn S1-100 como el Steyr MP.34, calibrado para la más potente munición 9 x 25 Mauser. Tras el Anschluss de 1938 entre Alemania y Austria, el Ejército alemán compró la mayor parte de los subfusiles MP.30 y MP.34 disponibles. Un buen número de estos fueron recalibrados para emplear cartuchos 9 x 19 Parabellum y suministrados a las tropas alemanas como el MP34(ö) (Maschinepistole 34 Österreich; Pistola ametralladora Austriaca 34, en alemán). La producción del MP34 cesó a mediados de 1940, cuando las líneas de producción de la Steyr fueron redirigidas a la producción del MP40, un arma de diseño mucho más simple y más barata de producir que el MP34. Como arma sustituta tuvo un servicio de combate relativamente corto, una vez que estuvieron disponibles grandes cantidades del MP38, aunque algunos MP34 fueron empleados por unidades del Waffen SS durante las primeras etapas de la guerra en Polonia y Francia. Después fue suministrado a unidades de enlace y reserva, incluyendo destacamentos de policía militar y feldgendarmerie.
En Grecia, varinas unidades policiales al mando del Ministerio de Seguridad, principalmente la Policía Mecanizada, fueron equipadas con el MP34 que disparaba el cartucho 9 x 25 Mauser.   
Portugal compró en 1938 pequeñas cantidades de la versión de calibre 11,43 mm, que fue adoptada con la designación Pistola-metralhadora 11,43mm m/935. También compró pequeñas cantidades del S1-100 en 7,65 Luger, siendo adoptado con la designación Pistola-metralhadora 7,65 mm m/938 Steyer. En 1941 y 1942, Alemania suministró a Portugal grandes cantidades de subfusiles MP34 de calibre 9 mm. El MP34 de 9 mm fue conocido en servicio portugués como el Pistola-metralhadora 9 mm m/942 Steyer. Varios subfusiles m/942 llevan un escudo portugués junto a los marcajes Waffenamt (WaA) delante del seguro. El M/942 estuvo en servicio con el Ejército portugués hasta la década de 1950, siendo empleado hasta la década de 1970 por las fuerzas paramilitares y de seguridad en sus colonias africanas durante la Guerra colonial portuguesa.
El MP34 también fue el subfusil más usualmente suministrado en el Ejército Imperial Japonés y la Armada Imperial Japonesa antes y durante la Guerra del Pacífico.

## Usuarios
- Austria[6]
- Alemania nazi[7]
- Bolivia
- Chile
- El Salvador
- Etiopía[7]
- Hungría[6]
- Imperio del Japón[7]
- Paraguay
- Portugal[7]
- República de China[7]
- Suecia[7]
- Uruguay
- Venezuela